# Lucas Abadamloora
Lucas Abadamloora (Chiana perto de Navrongo, Gana, 22 de dezembro de 1938 - Bolgatanga, Gana, 23 de dezembro de 2009) foi um clérigo ganense e bispo católico romano de Bolgatanga.
Lucas Abadamloora, o mais velho de sete filhos em uma família de agricultores, frequentou a St. Paul's School em Navrongo desde 1948, depois a St. Mary's Middle School. De 1956 a 1962 frequentou o Seminário Menor St. Charles Borromeo em Tamale e a Escola Secundária do Governo. De 1962 a 1968 estudou no seminário de St. Victor em Tamale. Depois de obter seu doutorado teológico foi ordenado sacerdote em 3 de agosto de 1968.
O Papa João Paulo II o nomeou Bispo de Navrongo-Bolgatanga em 1994. Foi ordenado bispo em 29 de junho de 1994 pelo Arcebispo André Pierre Louis Dupuy, Núncio Apostólico em Gana; Os co-consagradores foram o arcebispo de Tamale e mais tarde cardeal, Peter Poreku Dery, e seu predecessor Rudolph A. Akanlu.
Abadamloora estava particularmente comprometido com a prevenção e educação sobre HIV/AIDS. Ele recebeu apoio significativo dos Serviços Católicos de Socorro. Amigo pessoal do imã de Bolgatanga, ele estava comprometido com a amizade entre cristãos e muçulmanos. O Bispo Abadamloora estava em contato próximo com a diocese de Münster e foi um convidado na posse do Bispo Friedhelm Hofmann de Würzburg.
Lucas Abadamloora foi Presidente da Conferência Episcopal de Gana desde 2004, sucedendo ao Cardeal Peter Turkson. Morreu no episcopado aos 71 anos.